# Knoopkruidpalpmot
De knoopkruidpalpmot (Metzneria metzneriella) is een vlinder uit de familie tastermotten (Gelechiidae). De wetenschappelijke naam is voor het eerst geldig gepubliceerd in 1851 door Stainton.
De soort komt voor in Europa.